# Stenodyneriellus cilicius
Stenodyneriellus cilicius är en stekelart som först beskrevs av Cameron 1902.  Stenodyneriellus cilicius ingår i släktet Stenodyneriellus och familjen Eumenidae. Inga underarter finns listade i Catalogue of Life.